# Dansk Athletik Forbund 1930-1933
Dansk Athletik Forbund 1930-1933 er en dansk dokumentarfilm.

## Handling
Diverse optagelser af idrætsudøvere 1930 til 1933.